# Transaldolase
Transaldolase é uma enzima (EC 2.2.1.2)  da fase não oxidativa da via das pentoses-fosfato. Em humanos, a transaldolase é codificada pelo gene TALDO1.
A seguinte reação química é catalisada pela transaldolase:
- sedoeptulose-7-fosfato + gliceraldeído-3-fosfato {\displaystyle \rightleftharpoons } eritrose-4-fosfato + frutose-6-fosfato